# Golfo Sarónico
El golfo Sarónico o golfo de Egina (en griego: Σαρωνικός κόλπος, romanizado: Saronikós kólpos) es un amplio golfo de la costa oriental de Grecia, abierto a las aguas del mar Egeo y que define el lado oriental del istmo de Corinto. El área urbana de Atenas rodea su costa nororiental y tanto el puerto del Pireo —el puerto de Atenas— como el Aeropuerto Internacional Eleftherios Venizelos se encuentran en el borde noroccidental del golfo. Está delimitado por la línea imaginaria Poros-Sunin. Al sur comunica con el mar Egeo abierto. Su profundidad máxima es 416 metros y se observa al oeste del volcán de Metana.  En el interior del golfo hay numerosas islas e islotes, las más grandes de las cuales son Salamina y Egina.

## Geografía
Se divide en dos cuencas, una occidental y otra oriental. La occidental está delimitada por las líneas Metana-Egina y Egina-Salamina. La cuenca oriental, por su parte, está dividida en una interna al norte y otra externa al sur por la línea Egina - Fleves. Al norte se encuentra la bahía de Elefsina, que está conectada con el resto de la bahía al sur por el canal de Keratsini y otro canal al oeste. La cuenca occidental consta de dos subcuencas, la de Epidauro y la de Mégara. La cuenca de Epidauro es la más profunda de la bahía, con más de 400 m de profundidad, mientras que la cuenca de Mégara es menos profunda, con una profundidad máxima de 250 m. El Golfo Sarónico oriental tiene una morfología más simple, caracterizada por cuencas poco profundas y crestas.
En el golfo hay varias islas de importancia, conocidas como las islas Sarónicas, tales como Egina, Salamina y Poros, además de islas más pequeñas, como Patroklou y Fleves. Las playas abundan en gran parte de su costa, en los tramos que van de Poros a Epidauro, de Galataki a Kineta y de Mégara a Eleusis, así como desde El Pireo hasta Anavyssos. 
Entre los entrantes interiores del golfo se cuentan la bahía de Falero, próxima a Falero, al sudoeste de Atenas, la bahía Eleusina, en Eleusis, al norte, y la bahía Kechries, al noroeste. Al fondo del golfo se encuentra el término oriental del canal de Corinto, que atraviesa el istmo y lo conecta con el golfo de Corinto.
Los principales ríos que desaguan en el golfo son el  Loutro y el Cefiso.
El golfo posee varias refinerías en su sector septentrional, incluyendo el este de Corinto y el oeste de Agioi Theodoroi, Eleusis, Aspropyrgos, Skaramangas y Keratsini. Su producción total es una de las más altas de Grecia y realizan la mayor parte de la producción de Atenas y el resto de Grecia, además de una gran parte del petróleo para la exportación. 
En el golfo hay varias rutas marítimas, en especial la que cruza el estrecho entre Salamina y Perama para acceder al canal de Corintio. 

## Mitología
Su nombre proviene del mitológico rey Sarón, antiguo rey de Trecén,Sarón era un hábil cazador y un día, mientras perseguía a un ciervo, que cayó al mar para salvarse, siguió persiguiéndolo nadando. Sin darse cuenta, se alejó de la orilla, se cansó y acabó ahogándose. Desde entonces, la bahía se llama Golfo Sarónico.o la laguna Psifea (actual Psifta).  Por otra parte, cuando Teseo realizó el viaje de Trecén a Atenas, lo hizo por un camino que recorría toda la costa del golfo Sarónico, y tuvo que matar a varios maleantes que encontró a lo largo del camino: a Perifetes en Epidauro; a Sinis en el istmo de Corinto; a la cerda Faya en Cromión; a Escirón en las rocas Escirónides (en Megáride); a Cerción en Eleusis y a Damastes en Hermíone.

## Historia
En el año 480 a. C. se libró aquí la batalla de Salamina, que alteró el desarrollo de Europa hasta nuestros días.
Antiguamente el puerto de Céncreas se situaba en este lugar.
Un terremoto producido el lunes 4 de enero de 2005 asoló el golfo con sus 4,9 grados en la escala Richter. El sismo sacudió a Egina y a Nauplia y alcanzó más tarde a Calamata. Ocurrió a las 16:00 horas (UTC), 18:00 hora local (BNST). 

## Geología
El Golfo Sarónico es una fosa tectónica que se ha creado por la subducción de la placa africana bajo la placa del Mar Egeo, provocando la expansión de la corteza terrestre en la región del Egeo. En la región occidental, las fallas en dirección noroeste-sureste delimitan la cuenca de Epidauro, una falla de eje norte-sur discurre paralela a la costa del Peloponeso, y fallas en dirección este-oeste delimitan la cuenca de Mégara. Entre ambas cuencas, las fallas este-oeste han creado cuernos tectónicos. La sismicidad en el Sarónico occidental es más fuerte que en el Sarónico oriental y está relacionada con la sismicidad en el Golfo de Corinto. Al este de Egina se ha encontrado otra falla con dirección noreste-suroeste, probablemente relacionada con la falla de Fylis, donde tuvo lugar el terremoto de Atenas de 1999.
El proceso de expansión de la corteza ha provocado su adelgazamiento en la zona del Golfo Sarónico. Su espesor en el Sarónico occidental se ha estimado en unos 20 km. Otra razón del pequeño espesor de la corteza es la presencia de magma en la zona. Se ha encontrado magma a una profundidad de 12 kilómetros. La cuenca de Mégara está cubierta de sedimentos de 500 metros de espesor, mientras que en la cuenca de Epidauro tiene 250 m de espesor. La dorsal que divide el Sarónico en un eje norte-sur presenta sedimentos de 50 metros de espesor. En el Sarónico oriental, el máximo espesor de sedimentos se observa al sureste de Egina, donde supera los 500 m.

### Vulcanismo
Está situado en el extremo noroccidental del arco volcánico del Egeo meridional, que se ha creado como resultado de la subducción de la placa tectónica africana bajo la microplaca egea. Se han encontrado epicentros volcánicos en Sousaki, Egina, Metana y Poros. La actividad volcánica comenzó en Egina durante el Plioceno inferior, hace 4,7 millones de años, y continúa hasta la actualidad en Metana.
Sousaki se encuentra cerca de la zona de Agioi Theodoroi, en la costa norte del golfo Sarónico, y es un pequeño grupo de accidentes volcánicos. La actividad comenzó en la parte occidental, donde tuvo lugar hace entre 3,6 y 4,05 millones de años, y continuó en la parte oriental hace entre 2,7 y 2,3 millones de años. En la actualidad, la zona presenta fumarolas activas de las que emana gas rico en dióxido de carbono y sulfuro de hidrógeno a una temperatura de 30-40 °C y un bajo potencial geotérmico, con una temperatura de 80 °C a 200 metros de profundidad.

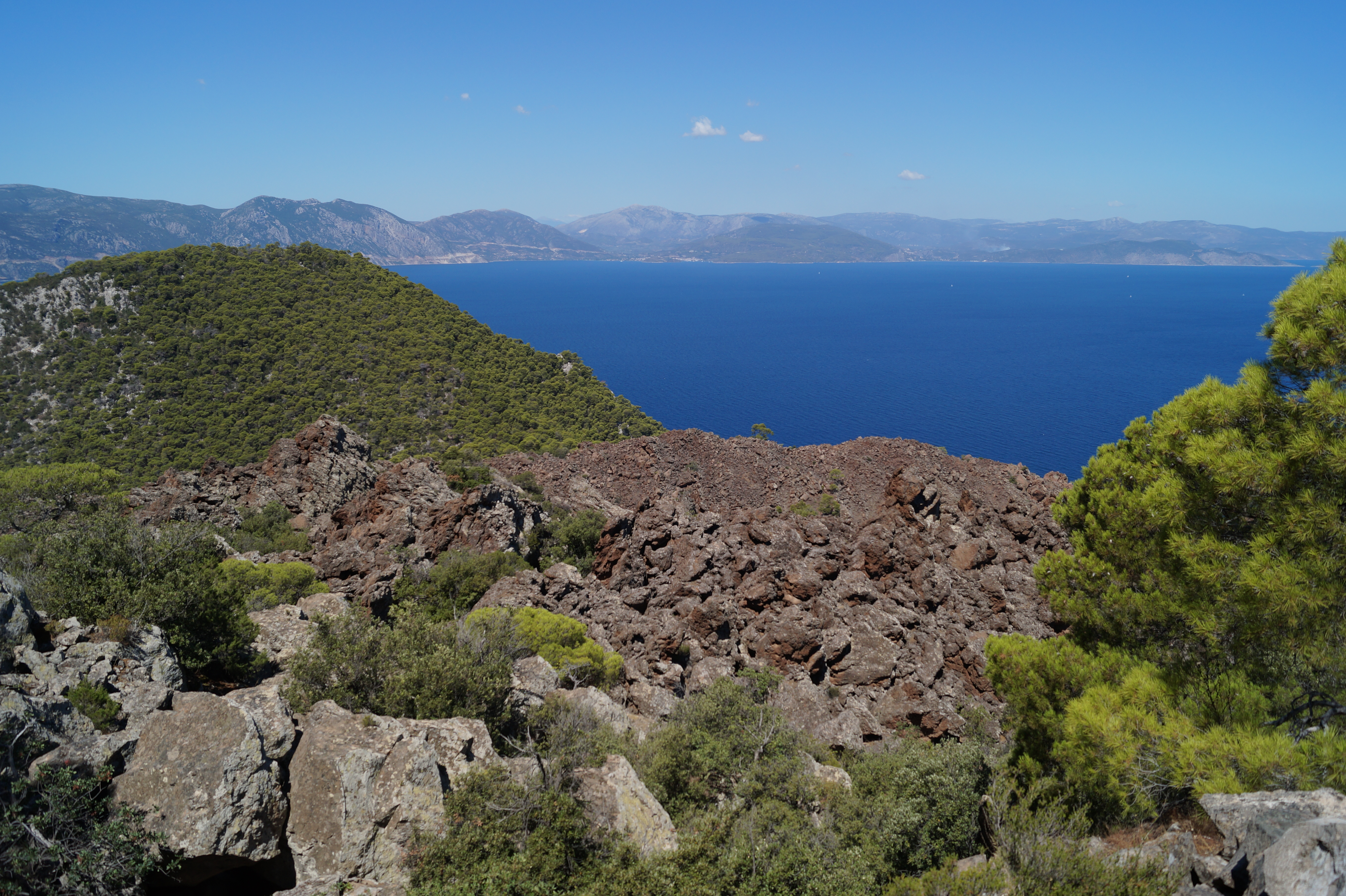
La elevación volcánica Kameno Vouno en Metana, creada en el, y a sus espaldas la bahía de Epidauro.

El grupo sur de volcanes incluye Egina, Metana y parte de Poros. Las rocas volcánicas constituyen casi 2/3 de Egina. La actividad volcánica en Egina comenzó hace 4,7 millones de años y fue más intensa hace entre 3,9 y 3 millones de años, formando domo de lava y coladas de lava. La actividad volcánica cesó hace 2 millones de años. La actividad volcánica en Poros fue limitada, creando una única estructura hace entre 3,1 y 2,6 millones de años, que junto con las coladas de lava asociadas cubre un kilómetro cuadrado.
Metana es la fase más reciente de la actividad volcánica del Golfo Sarónico. Se cree que la actividad volcánica comenzó hace aproximadamente 1,5 millones de años, en el límite entre el Pliocenoy el Pleistocenoy, aunque las rocas más antiguas de Metana que se han datado tienen unos 900 000 años. La actividad volcánica en Metana se manifiesta principalmente en forma de domo volcánico formado por andesita y dacita, lava de composición calcoalcalina y alcalina que crecen radialmente.
La erupción más reciente tuvo lugar en torno al año 240 a. C. y dio lugar a la colada de lava conocida como Montaña Quemada. La erupción fue descrita por Estrabón, Ovidio y Pausanias y también creó un flujo de lava que penetró 500 metros en el mar. En la zona submarina al noroeste de la península, a una distancia de 1,5 a 2 km de Metana, se descubrió en 1987 el volcán submarino Pausanias, con una superficie de 12 km 2. La actividad volcánica ha dado lugar a la presencia de geotermales en tres zonas de la península, que se utilizan como baños.

### Bahías del Golfo Sarónico
Las bahías (ensenadas) individuales más importantes del Golfo Sarónico son: Anavyssos, Varis, Vouliagmeni y Faliro, seguidas de la bahía de Elefsina y la bahía de Salamina. Al oeste del Canal de Corinto, las bahías de Kalamaki, Kerri, Almyris y Fragolimano. Por último, al sur, la bahía de Sofiko, y la bahía de Epidauro.